# اشتباهات همسرش
اشتباهات همسرش (انگلیسی: His Wife's Mistakes) یک فیلم کوتاه کمدی به کارگردانی و بازیگری راسکو آرباکل است که در سال ۱۹۱۶ منتشر شد.

## گزیدهٔ بازیگران
- راسکو آرباکل
- مینتا دارفی
- جو بوردو
- ویلیام جفرسون
- اَل سنت جان